# Shipton-Zwergmeerschweinchen
Das Shipton-Zwergmeerschweinchen (Microcavia shiptoni) ist eine Art der Zwergmeerschweinchen innerhalb der Familie der Meerschweinchen. Die Art kommt im nördlichen Argentinien vor und gehört zu den kleinsten Arten der Meerschweinchen.

## Merkmale
Das Shipton-Zwergmeerschweinchen erreicht eine Kopf-Rumpf-Länge von 18,0 bis 22,0 Zentimetern. Die Ohrlänge beträgt 17 Millimeter und die Hinterfußlänge 37 Millimeter, das Gewicht beträgt 150 bis 220 Gramm. Die Rückenfärbung ist dunkel- bis gelbbraun lohfarben, die Bauchseite ist sandfarben bis weiß. Die Ohren sind kurz und mit dünnen sandfarbenen Haaren bestanden. Im Vergleich zum Südlichen Zwergmeerschweinchen (Microcavia australis) sind die Zähne vorstehend (proodont).

## Verbreitung

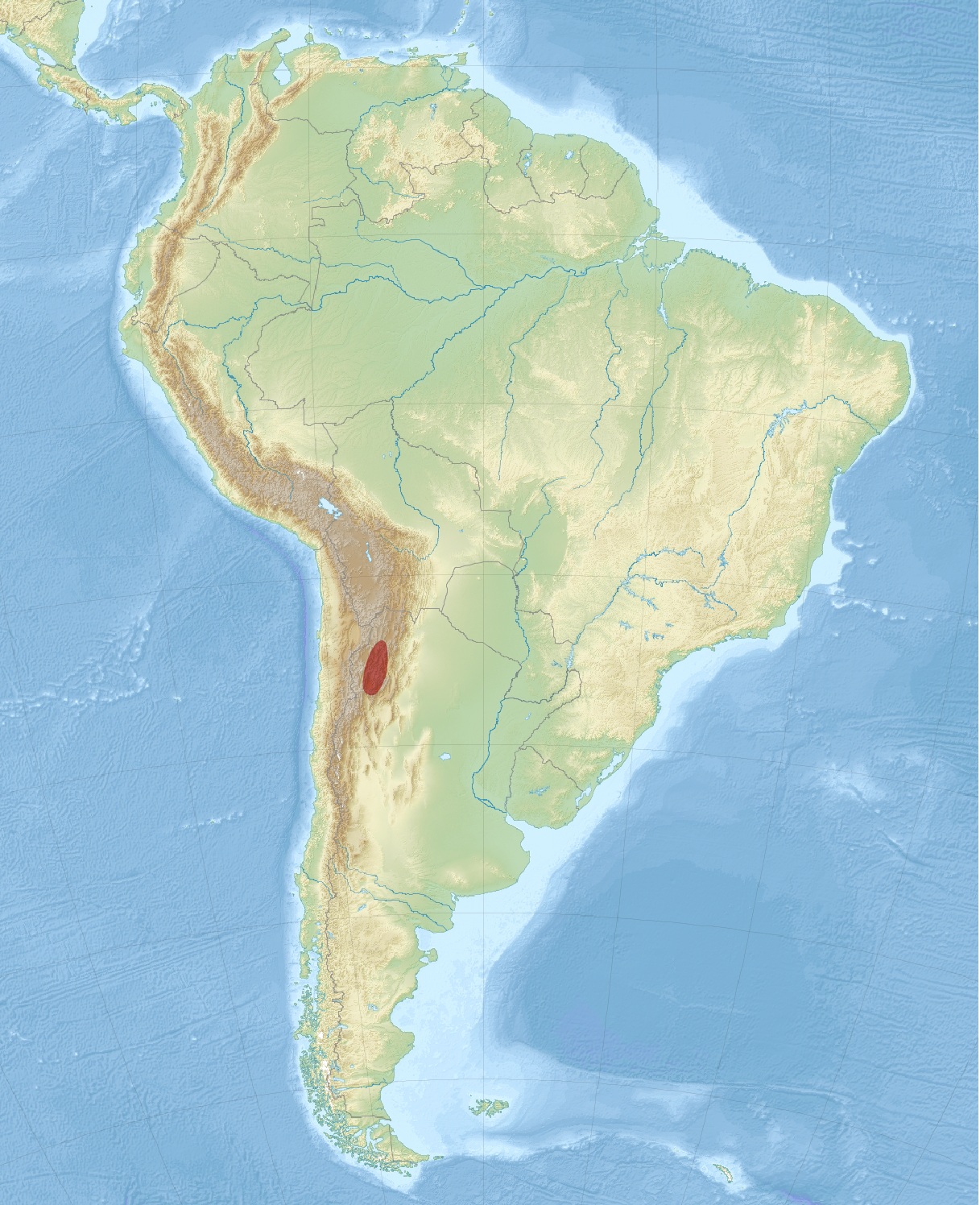
Verbreitungsgebiet des Shipton-Zwergmeerschweinchens

Das Verbreitungsgebiet des Shipton-Zwergmeerschweinchens ist auf den Nordwesten Argentiniens im Hochland der Provinzen Salta, Catamarca und Tucumán begrenzt.

## Lebensweise
Das Shipton-Zwergmeerschweinchen lebt im Hochland der Anden in Höhen von 3500 bis 4500 Metern und kommt dort in trockenen Gebüschlebensräumen. Es ernährt sich herbivor von Pflanzenteilen und ist tagaktiv. Über die Lebensweise und die Fortpflanzung der Tiere liegen darüber hinaus keine Informationen vor.

## Systematik
Das Shipton-Zwergmeerschweinchen wird als eigenständige Art innerhalb der Gattung der Zwergmeerschweinchen (Microcavia) eingeordnet, die aus drei anerkannten Arten besteht. Die wissenschaftliche Erstbeschreibung der Art stammt von den englischen Zoologen Oldfield Thomas aus dem Jahr 1925, der sie anhand von Individuen vom aus der Laguna Blanca in der Provinz Catamarca in Argentinien aus einer Höhe von 3400 Metern unter dem Namen Nanocavia shiptoni beschrieb. Benannt wurde die Art nach dem in Argentinien lebenden Engländer und Hobby-Naturforscher Edward Shipton.
Innerhalb der Art werden neben der Nominatform keine Unterarten unterschieden.

## Status, Bedrohung und Schutz
Das Shipton-Zwergmeerschweinchen wurde von der International Union for Conservation of Nature and Natural Resources (IUCN) zeitweise aufgrund des vergleichsweise kleinen Verbreitungsgebiet von weniger als 20.000 km² mit stark fragmentierten Lebensräumen sowie der abnehmenden Lebensraumqualität durch Überweidung als potenziell gefährdet („near threatened“) eingeordnet. Aktuell wird es jedoch als nicht gefährdet betrachtet.

## Belege
1. 1 2 3 4 5 6 7 8  Shipton's Mountain Cavy. In: T.E. Lacher jr: Family Cavidae In: Don E. Wilson, T.E. Lacher, Jr., Russell A. Mittermeier (Hrsg.): Handbook of the Mammals of the World: Lagomorphs and Rodents 1. (HMW, Band 6) Lynx Edicions, Barcelona 2016, S. 435, ISBN 978-84-941892-3-4.
2. 1 2 3  Microcavia shiptoni. In: Don E. Wilson, DeeAnn M. Reeder (Hrsg.): Mammal Species of the World. A taxonomic and geographic Reference. 2 Bände. 3. Auflage. Johns Hopkins University Press, Baltimore MD 2005, ISBN 0-8018-8221-4.
3. ↑  „Shipton“ In: Bo Beolens, Michael Grayson, Michael Watkins: The Eponym Dictionary of Mammals. Johns Hopkins University Press, 2009; S. 378; ISBN 978-0-8018-9304-9.
4. 1 2  Microcavia shiptoni in der Roten Liste gefährdeter Arten der IUCN 2022. Eingestellt von: N. Roach, 2016. Abgerufen am 7. September 2022.